# Molina de Aragón
Molina de Aragón ist eine zentralspanische Kleinstadt und eine Gemeinde mit 3.280 Einwohnern (Stand: 2024) in der Provinz Guadalajara der Autonomomen Region Kastilien-La Mancha. Die Gemeinde gehört zur bevölkerungsarmen Serranía Celtibérica. Das historische Ortszentrum ist als Kulturgut (Bien de Interés Cultural) in der Kategorie Conjunto histórico-artístico anerkannt.

## Lage und Klima
Molina de Aragón liegt in der Sierra de Molina an den Ufern des Río Gallo etwa 200 km nordöstlich von Madrid bzw. knapp 140 km nordöstlich der Provinzhauptstadt Guadalajara in einer Höhe von ca. 1050 bis 1090 m. Das Klima ist vom Frühjahr bis in den Herbst gemäßigt bis warm; Regen (ca. 490 mm/Jahr) fällt mit Ausnahme der eher trockenen Sommermonate übers Jahr verteilt. Im Winter ist Molina de Aragón eine der kältesten Städte der Iberischen Halbinsel.

## Bevölkerungsentwicklung
| Jahr      | 1857  | 1900  | 1950  | 2000  | 2019  |
| Einwohner | 3.171 | 2.907 | 3.060 | 3.304 | 3.275 |

Trotz der Mechanisierung der Landwirtschaft, der Aufgabe bäuerlicher Kleinbetriebe und des damit verbundenen Verlusts von Arbeitsplätzen blieb die Einwohnerzahl der Gemeinde im 20. Jahrhundert annähernd stabil, was hauptsächlich mit der Zuwanderung vieler Landbewohner in die größeren Städte (Landflucht) zu erklären ist. Das Gemeindegebiet umfasst auch die beiden Weiler (pedanías) Cubillejo del Sitio und Cubillejo de la Sierra. 

## Wirtschaft

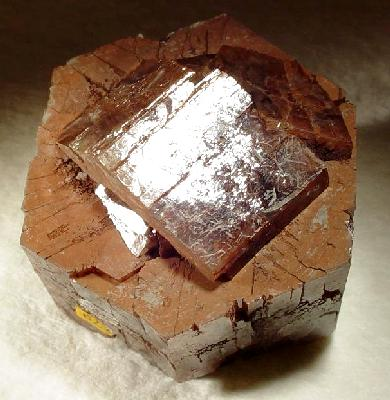
Aragonit aus dem Rio Gallo bei Molina de Aragón

Bereits im Mittelalter sorgte die Burg für die allmähliche Herausbildung städtischer Strukturen mit Handel, Dienstleistungen und Gewerbe. Das agrarisch geprägte Umland versorgte den Ort mit Lebensmitteln, wenngleich auch in der Stadt Tiere gehalten wurden. Molina de Aragón ist heute noch ein Handels- und Dienstleistungszentrum. Am Rio Gallo gibt es Aragonit-Vorkommen. 

## Geschichte
Im Gebiet der wohl schon von den antiken Keltiberern errichtete Burg (castillo) finden sich weder römische noch westgotische Spuren. Erst die im 8. Jahrhundert bis weit in den Norden der Iberischen Halbinsel vorgedrungenen Mauren errichteten auf dem markanten Burgfelsen eine neue Festung (hisn), die um das Jahr 1129 im Zuge der Reconquista von Alfons I. (reg. 1104–1134) den Mauren abgenommen und kurz darauf in vergrößerter Form neuerrichtet wurde. Ort und Burg waren lange zwischen den Königreichen Kastilien und Aragón umstritten, ehe sie im ausgehenden 14. Jahrhundert als Mitgift Katharinas von Lancaster endgültig an Kastilien fielen.

## Sehenswürdigkeiten
Historisch erwähnenswert sind neben den 1931 zum Nationaldenkmal erklärten Burgresten die romanische Brücke (Puente Viejo), die romanischen Kirchen Santa María del Conde, San Gil und San Felipe y Santo Tomás, das romanische Kloster der heiligen Klara von Assisi (Convento de Santa Clara), das  Kloster des hl. Franziskus (Convento de San Francisco), einige Paläste und Villen sowie das jüdische Viertel (Judería).

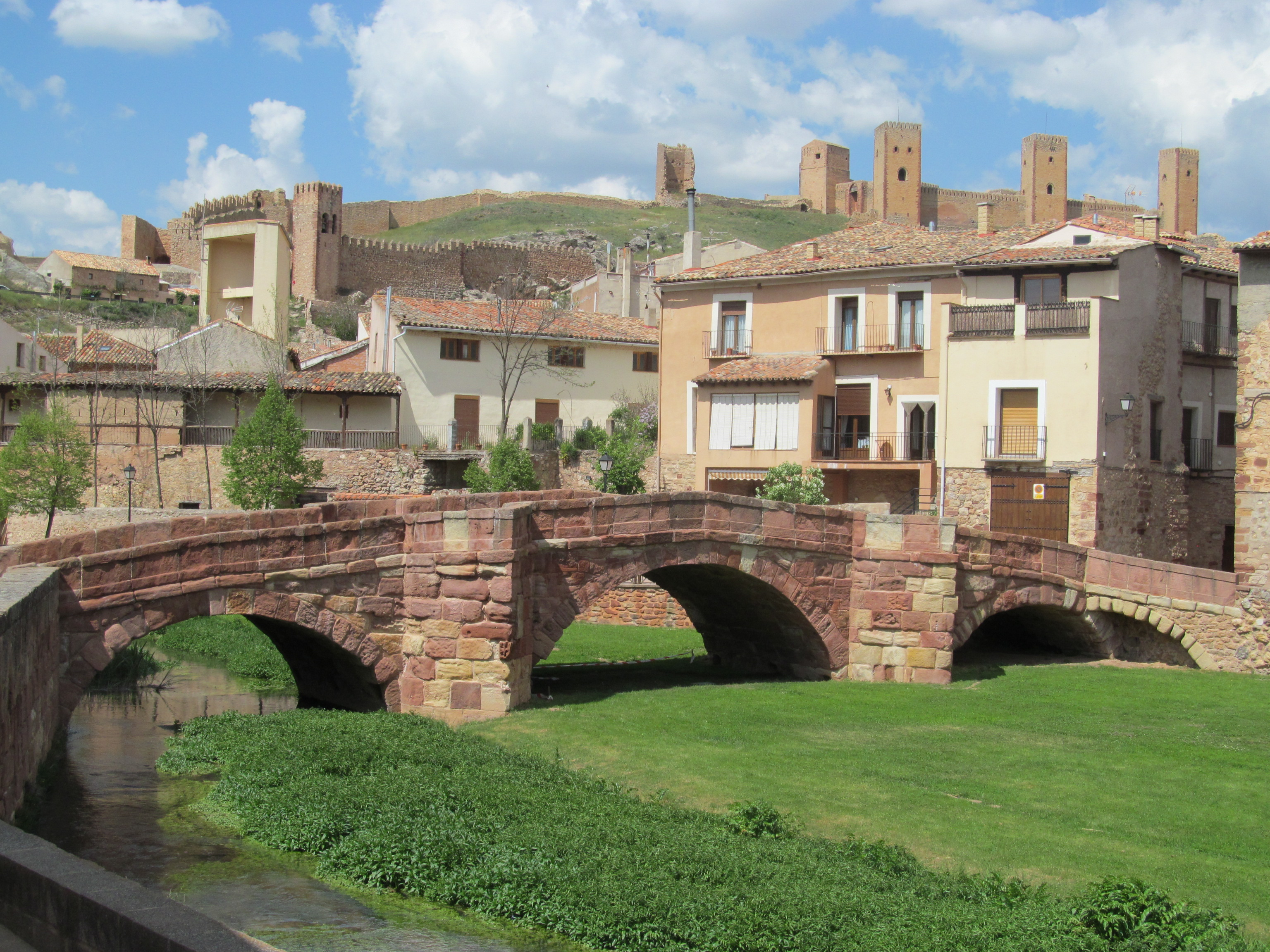
Romanische Brücke über den Río Gallo
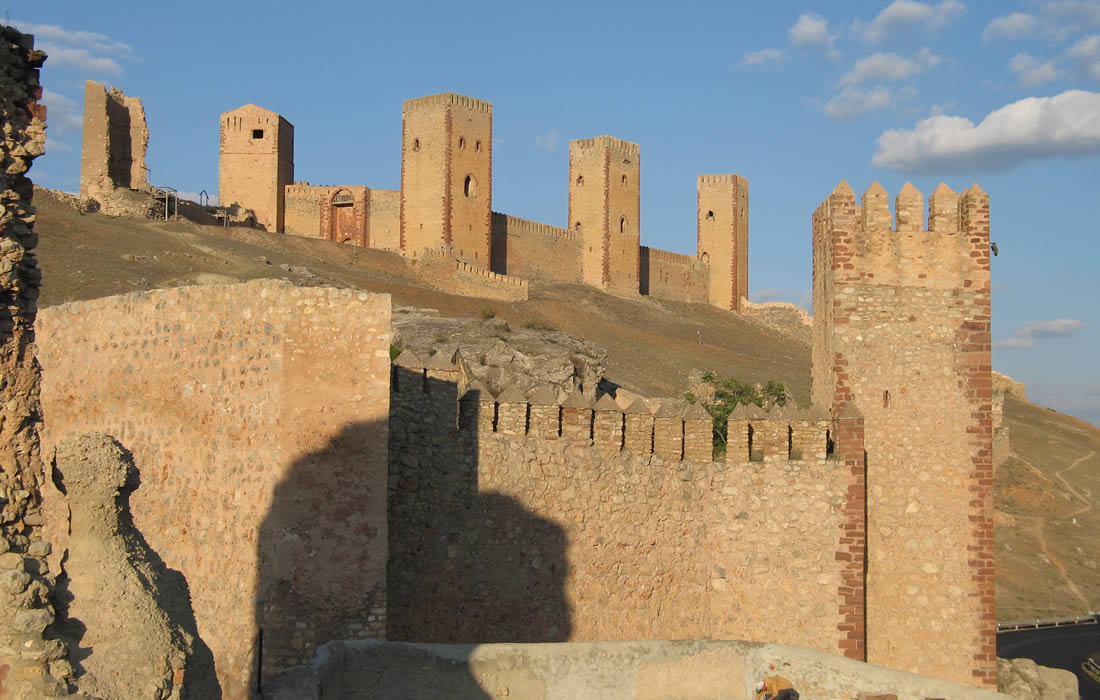
Castillo von Molina de Aragón
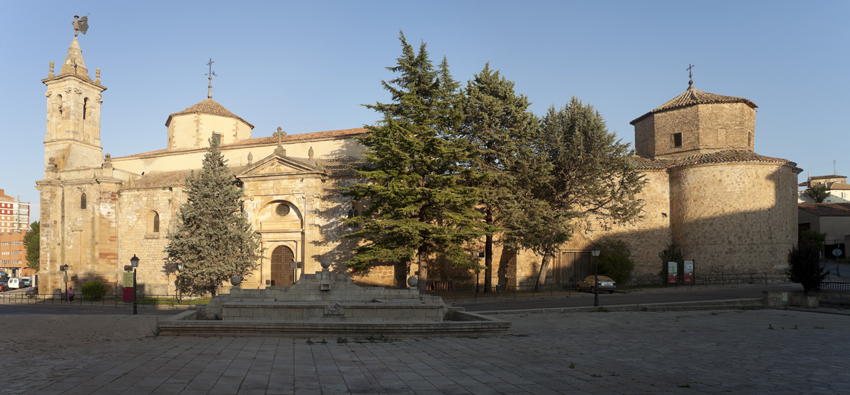
Kloster des Heiligen Franziskus
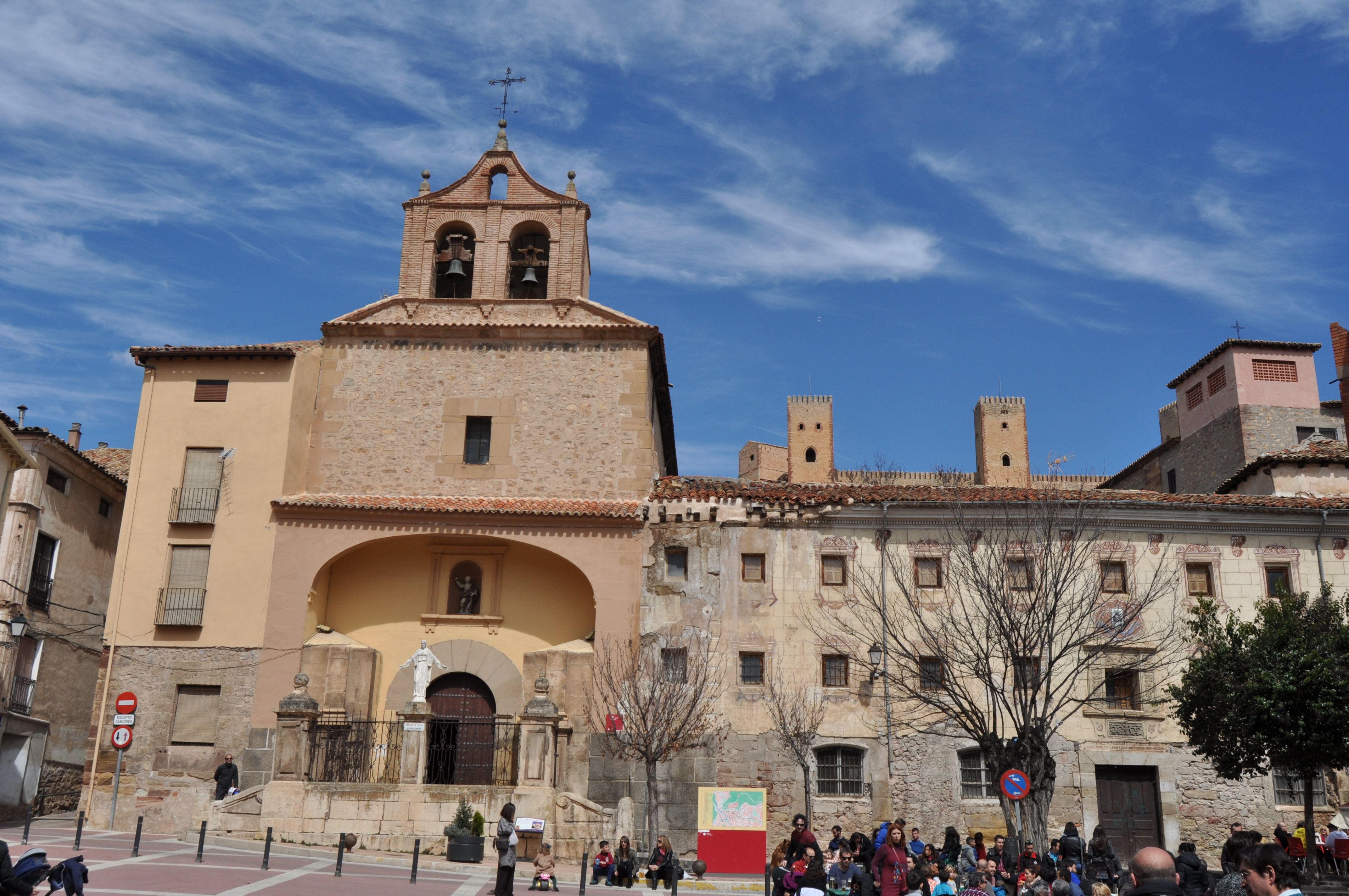
Plaza Mayor
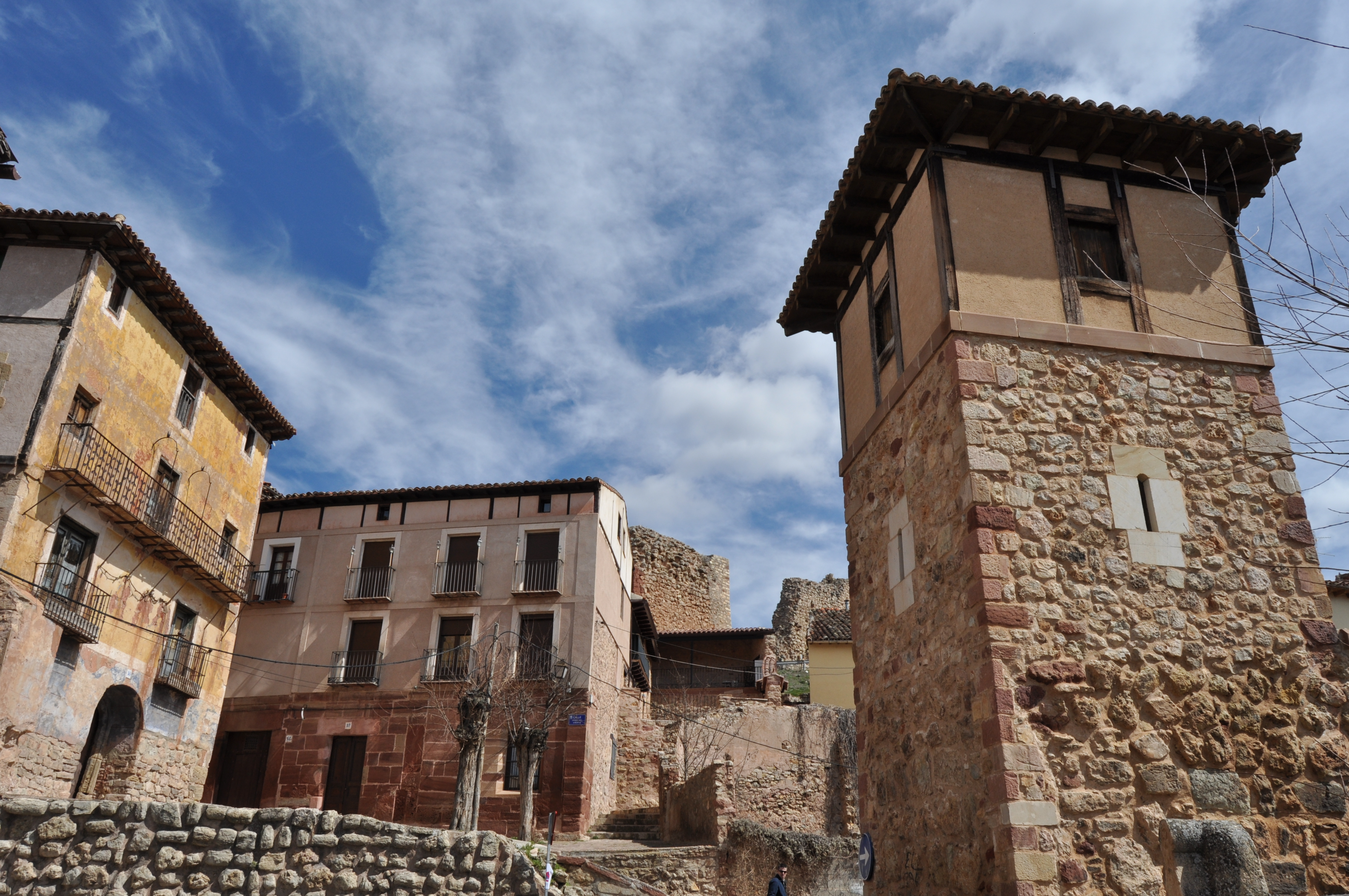
Teil der Altstadt
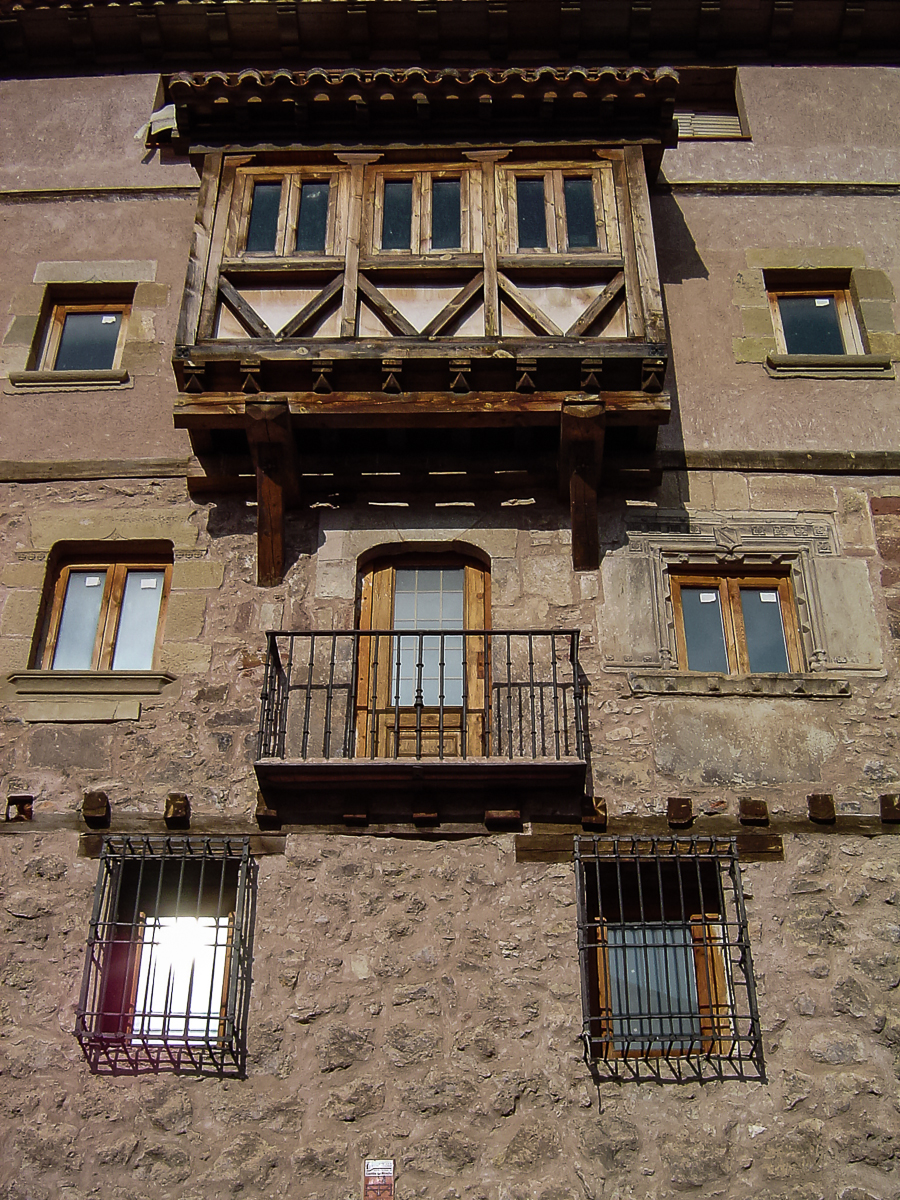
Balkon in der Altstadt